# Linea Kanazawa Seaside
La linea Kanazawa Seaside (横浜新都市交通金沢シーサイドライン?, Yokohamashintoshikōtsū Kanazawa Shīsaido-rain) è un people mover automatico in servizio fra Shin-Sugita e Kanazawa-Hakkei a Yokohama, in Giappone, e serve la parte meridionale della città correndo per tutta la sua estensione lungo la baia di Tokyo.

## Stazioni
Tutte le stazioni si trovano nella città di Yokohama nella prefettura di Kanagawa.
| Num. | Stazione              | Giapponese       | Distanza interst. | Distanza totale | Tempo di perc. interst. (min) | Tempo di perc. totale (min) | Collegamenti                               | Posizione   |
| ---- | --------------------- | ---------------- | ----------------- | --------------- | ----------------------------- | --------------------------- | ------------------------------------------ | ----------- |
| 1    | Shin-Sugita           | 新杉田           | -                 | 0.0             | -                             | 0                           | Linea Negishi                              | Isogo-ku    |
| 2    | Nambu-Shijō           | 南部市場         | 1.3               | 1.3             | 2                             | 2                           |                                            | Kanazawa-ku |
| 3    | Torihama              | 鳥浜             | 0.9               | 2.2             | 2                             | 4                           |                                            | Kanazawa-ku |
| 4    | Namiki-Kita           | 並木北           | 0.6               | 2.8             | 1                             | 5                           |                                            | Kanazawa-ku |
| 5    | Namiki-Chuo           | 並木中央         | 0.7               | 3.5             | 2                             | 7                           |                                            | Kanazawa-ku |
| 6    | Sachiura              | 幸浦             | 0.8               | 4.3             | 2                             | 9                           |                                            | Kanazawa-ku |
| 7    | Sangyō-Shinkō-Center  | 産業振興センター | 0.7               | 5.0             | 2                             | 11                          |                                            | Kanazawa-ku |
| 8    | Fukuura               | 福浦             | 0.6               | 5.6             | 2                             | 13                          |                                            | Kanazawa-ku |
| 9    | Shidai-Igakubu        | 市大医学部       | 0.7               | 6.3             | 2                             | 15                          |                                            | Kanazawa-ku |
| 10   | Hakkeijima            | 八景島           | 1.2               | 7.5             | 3                             | 18                          |                                            | Kanazawa-ku |
| 11   | Uminokōen-Shibaguchi  | 海の公園柴口     | 0.6               | 8.1             | 1                             | 19                          |                                            | Kanazawa-ku |
| 12   | Uminokōen-Minamiguchi | 海の公園南口     | 0.7               | 8.8             | 2                             | 21                          |                                            | Kanazawa-ku |
| 13   | Nojimakōen            | 野島公園         | 0.8               | 9.6             | 2                             | 23                          |                                            | Kanazawa-ku |
| 14   | Kanazawa-Hakkei       | 金沢八景駅       | 1.0               | 10.6            | 2                             | 25                          | Linea Keikyū principale Linea Keikyū Zushi | Kanazawa-ku |